# Serie 444 de Renfe
La Serie 444 de Renfe, conocidas en Chile como UTS444 y en España como UT444, es una evolución de la Serie 432 de Renfe en la que las principales mejoras son en los bogies, comodidad y que estos últimos son monotensión a 3 kV (CC). De hecho, se ha llegado a definir a la serie 444 como "unidades 440 para larga distancia", ya que estas mejoras fueron introducidas en España por primera vez por las UT 440 de RENFE. Esta serie, de la que se entregaron un total de 14 unidades entre los años 1980 y 1981, es lo que Renfe llamó electrotrén, un tren con motor incluido y cabinas de conducción en ambos extremos.
Inicialmente estos trenes estuvieron destinados a servicios de larga distancia (Diurno) aunque con el paso del tiempo estos trenes han terminado siendo destinados a servicios de media distancia (Regionales).
De las 14 unidades iniciales, Renfe vendió 10 de ellas a Chile tras realizar en ellas una profunda renovación interior y exterior. Las 4 restantes están asignadas a la base de San Andrés Condal y realizan servicios regionales en Cataluña (Regionals) En febrero del 2010 éstos 4 electrotrenes fueron apartados (uno está desguazado y otro preservado en Mora la Nueva), por lo cual en España los UT-444 ya no prestan servicio. En el caso chileno, las UT444 fueron transformadas a UTS 444-600 (601 a 610), cumpliendo el Servicio TerraSur Chillán, actualmente pueden circular a una velocidad máxima de 150 km/h y serán reemplazados paulatinamente por 06 automotores chinos CRRC - Sifang híbridos de 04 coches.

## Subserie 444.500
Esta es la numeración que se le dio inicialmente a la siguiente evolución de los electrotrenes que aportaron nuevas comodidades como televisión en los salones de pasajeros, cafetería y una mayor velocidad punta. Años más tarde esta serie se renombró como la serie 448.
Ahora la S448 original está funcionando en servicios regionales salvo 4 unidades que no fueron reformadas y que están apartadas con apenas 19 años de uso.